# Jehuda Scha’ari

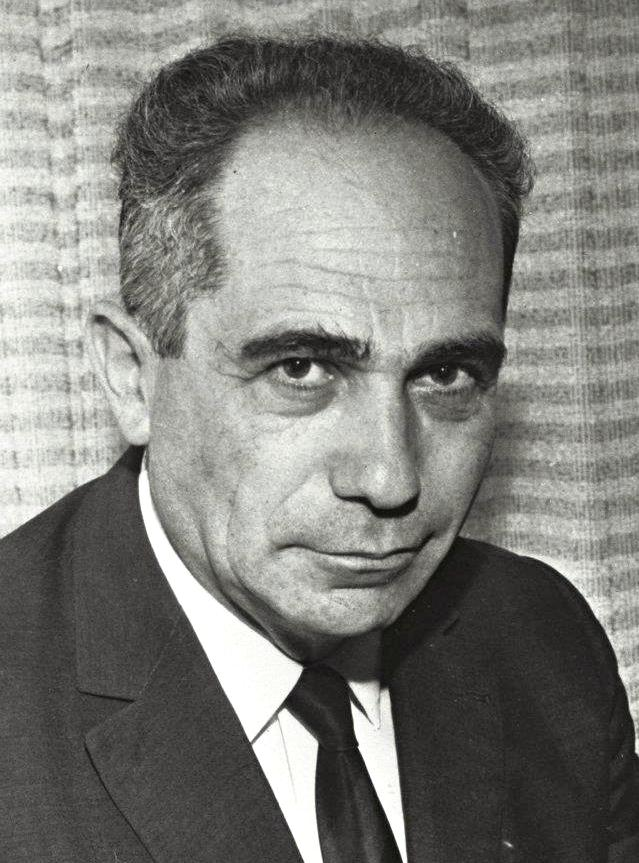
Jehuda Schaʿari

Jehuda Schaʿari (hebräisch יהודה שערי, * 8. Februar 1920 in Siret, Königreich Rumänien; † 18. September 1997 in Israel) war ein israelischer Politiker.

## Leben
Schaʿari war Mitglied der Ha-Noʿar ha-Zijjoni (hebräisch הנוער הציוני, lit. die Zionistische Jugend). Er studierte an der Universität Czernowitz, als gemäß dem Pakt zwischen Hitler und Stalin letzterer Rumänien die Bukowina abpresste, was ersterer unterstützte. Im Rahmen der Alija wanderte er 1941 nach Palästina ein. Er setzte seine Studien an der Schule für Recht und Wirtschaft in Tel Aviv fort, wo er den Abschluss in Jura machte. Später erwarb er einen MA in Politikwissenschaften an der Universität Tel Aviv. 1992 publizierte er sein Buch The Path of Social Liberalism.

## Politik
Als Abgeordneter des Liberalim Atzmeʾijjim war er vom 22. Dezember 1969 bis zum 10. März 1974 Tourismusminister. Zudem war er israelischer Knessetabgeordneter der Miflagah Liberalit Jisreʾelit und der Liberalim Atzmeʾijjim von 1961 bis 1977.